# 坂本一角

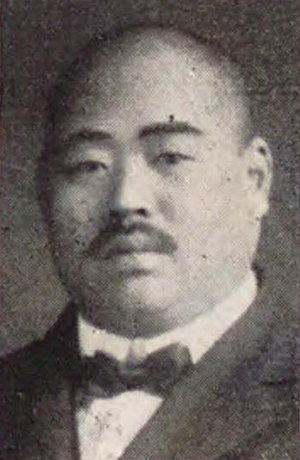
坂本一角

坂本 一角（さかもと いっかく、1897年（明治30年）10月10日 - 1947年（昭和22年）4月8日）は、日本の衆議院議員（立憲政友会）、大学教授。

## 経歴
東京府西多摩郡檜原村出身。日本歯科医学専門学校（現在の日本歯科大学）を卒業。また、明治大学法律科にも学び、在籍中は柔道部に所属した。東京府立第二商業学校教諭、日本大学講師・学生監、東京高等拓殖学校校長、拓殖大学教授を歴任した。東京市会議員に選出され、同参事会員に選ばれた。
1928年（昭和3年）、第16回衆議院議員総選挙に出馬し、当選。第21回まで4回当選した。
1946年（昭和21年）、大政翼賛会の推薦議員のため公職追放の該当者となった。翌年4月8日死去。